# Micetoma
Micetoma é uma infecção subcutânea causada por fungos ou por actinobactérias. É mais comum  Apesar de comum e grave é uma doença negligenciada mais comum em regiões áridas e semi-áridas tropicais. Ela é encontrada em toda a América Latina, na África saariana, nos países árabes e na Índia.

## Tipos
Há duas formas de micetoma: a de origem fúngica e a bacterial. A forma bacterial é conhecida como actinomicetoma, enquanto a fúngica é chamada eumicetoma. 
Espécies de bactérias que causam o actinomicetoma incluem:
- Actinomadura madurae
- Actinomadura pelletierii
- Streptomyces somaliensis

Espécies de fungos que causa eumicetoma incluem:
- Aspergillus
- Madurella myceomatis
- Scedosporium apiospermum
- Leptosphaeria sengalensis
- Madurella grisea

## Causa
É causado pela penetração de actinobactérias ou fungos em uma ferida cortante ou penetrante como espinhos ou acidente com ferramentas. Essas bactérias e fungos estão amplamente difundidas no meio ambiente (ubíquas) e se alimentam de matéria orgânica (saprófitas). São mais comum em regiões áridas e semi-áridas tropicais.

### Fatores de risco e proteção
O principal fator de risco é não usar luvas para proteger as mãos durante o trabalho objetos cortantes ou perfurantes e usar calçados que protejam os pés, de preferência botas. É frequente em jardineiros, carpinteiros e trabalhadores rurais. Se recomenda limpar a ferida com água, sabão e antisséptico (como álcool, iodado ou tiomersal). Água oxigenada não previne micetomas.

## Sinais e sintomas
O primeiro sintoma visível do micetoma é um inchaço (pseudotumor) tipicamente indolor sob a pele que pode coçar e aumentará lentamente durante meses para um nódulo cada vez maior. Eventualmente o nódulo endure e se rompe liberando pus cheios de microrganismos. Com o tempo pode infectar e deformar os ossos e cartilagem.

## Diagnóstico e tratamento
Não há forma fácil e rápida para diferenciar micetomas bacterianos dos fúngicos. É necessário observar uma biópsia ao microscópio para determinar se o tratamento é com antibiótico( ou com antifúngico (como cetoconazol ou itraconazol) e cirurgia. Abscessos devem ser drenados com uma seringa guiada por ecografia. Algumas deformações podem ser corrigida com cirurgia outras requerem amputação.
O prognóstico é melhor para micetomas bacterianos.